# Kevin Kunz
Kevin Kunz (* 22. Januar 1992 in Heilbronn-Neckargartach) ist ein deutscher ehemaliger Fußballtorhüter.

## Karriere
Kunz spielte in seiner Jugend für den SV Roigheim, die Spvgg Möckmühl, Union Böckingen und den FC Heilbronn. Erstmals im Herrenbereich kam Kunz in der Saison 2010/11 für den Oberligisten SGV Freiberg zum Einsatz, am Saisonende stand allerdings der Abstieg in die Verbandsliga Württemberg. Nach einer weiteren Saison für Freiberg, die als Verbandsliga-Meister mit dem Wiederaufstieg abgeschlossen wurde, wechselte Kunz im Sommer 2012 zum Regionalligisten SG Sonnenhof Großaspach. Dort war er in seiner ersten Saison hinter Christopher Knett Ersatztorhüter, in seiner zweiten Spielzeit erhielt meist Christopher Gäng den Vorzug, als Großaspach als Meister der Regionalliga Südwest und anschließendem Erfolg in den Aufstiegsspielen gegen den VfL Wolfsburg II in die 3. Liga aufstieg. Kunz hatte zu diesem Erfolg mit Einsätzen in insgesamt elf Partien beigetragen. Nachdem sich Gäng vor Beginn der Saison 2014/15 verletzt hatte, bestritt Kunz den Großteil der Hinrunde im Großaspacher Tor.
Zur Saison 2015/16 wechselte Kunz zum Ligakonkurrenten Chemnitzer FC. Nach dem Abstieg von Chemnitz aus der 3. Liga wechselte er zur Saison 2018/19 zum österreichischen Zweitligisten SC Austria Lustenau, bei dem er einen bis Juni 2019 laufenden Vertrag erhielt. Für die Vorarlberger absolvierte er 33 Spiele in der 2. Liga. Im Januar 2020 kehrte er nach Deutschland zurück und wechselte zum Zweitligisten SSV Jahn Regensburg. Im Juni 2022 unterschrieb Kunz einen Zweijahresvertrag beim Regionalligisten FC Carl Zeiss Jena, wo er als neue Nummer 1 vorgesehen ist.
Im Sommer 2024 wechselte er zum Drittliga-Absteiger MSV Duisburg. Dort wurde er noch vier Mal im Niederrheinpokal, aber nicht mehr in der Liga eingesetzt. Zum 1. Januar 2025 beendete er seine aktive Laufbahn.
Im Anschluss an seine Profikarriere, während der er ein Studium in Immobilienmanagement abschloss, startete er im April 2025 bei der Berufsfeuerwehr Jena eine Ausbildung zum Brandoberinspektor.